# Pierre de Geyter
Pierre de Geyter (o Degeyter) (Gand, 8 ottobre 1848 – Saint-Denis, 26 settembre 1932) è stato un operaio e musicista belga.
Divenne celebre per aver composto la musica de L'Internazionale.

## Biografia
I suoi genitori, anch'essi operai, emigrarono a Lilla, in Francia, per trovare lavoro nell'industria tessile. Operaio nell'industria ferroviaria, Pierre Degeyter s'interessò maggiormente di musica. A 16 anni comincia a frequentare i corsi serali presso l'Accademia di musica, dalla quale riceve il primo premio a 38 anni. Nel luglio 1888, mentre era il primo direttore della scuola musicale di Lilla "la Lyre des travailleurs", fu incaricato da Gustave Delory, del partito operaio francese, di mettere in musica un componimento di Eugène Pottier del 1871, per farne un canto di lotta del partito.

### L'Internazionale
La musica fu firmata col solo cognome Degeyter, ma ciò non impedì che egli dovesse lasciare Lilla, dove i padroni lo consideravano un pericoloso rivoluzionario. La famiglia si trasferì così a Saint-Denis, dove suo fratello Adolphe nel 1904 gli fece causa per rivendicare la paternità della musica, che sarà definitivamente attribuita a Pierre solo nel 1922, otto anni dopo il suicidio di Adolphe De Geyter.
La canzone ebbe immediato successo, dapprima in Francia e poi in tutto il mondo, e fu adottata come inno della Seconda Internazionale nel 1889. In occasione della scissione dei comunisti dai socialisti De Geyter scelse i primi. La canzone diventò l'inno nazionale sovietico dal 1917 al 1941, quando fu poi sostituita dall'Inno dell'Unione Sovietica e divenne l'inno di partito del PCUS.

### Gli onori e la morte
De Geyter fu l'invitato d'onore di Stalin a Mosca nel 1927, in occasione delle celebrazioni del decimo anniversario della Rivoluzione d'Ottobre. Stalin gli concesse una pensione di Stato, ma ciò malgrado de Geyter morì in una certa indigenza a 85 anni. Ai suoi funerali parteciparono 50.000 persone, ma successivamente il suo nome fu quasi dimenticato, contrariamente alla sua musica. Una scuola di Saint-Denis porta il suo nome. La città natale di Gand gli ha dedicato una statua nel 1998, mentre quella di Lilla nel 2007 gli ha intitolato una piazza nel sobborgo industriale di Fives, dove egli aveva lavorato come operaio.